# Desmanthus
Desmanthus Willd., 1806 è un genere di piante dicotiledoni della famiglia delle leguminose, diffuso nel Nuovo Mondo.

## Descrizione

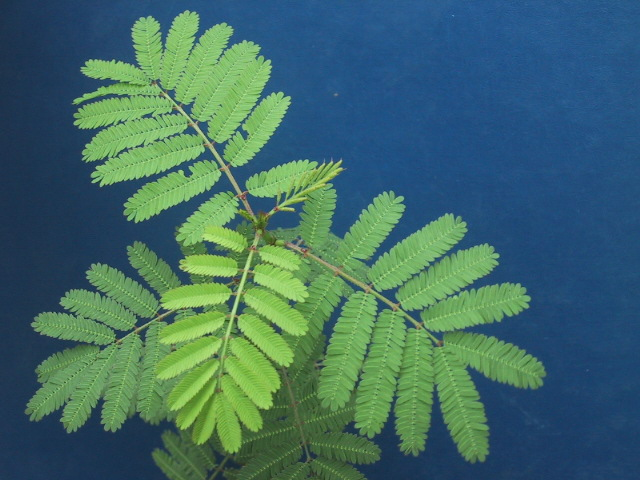
Desmanthus pubescens

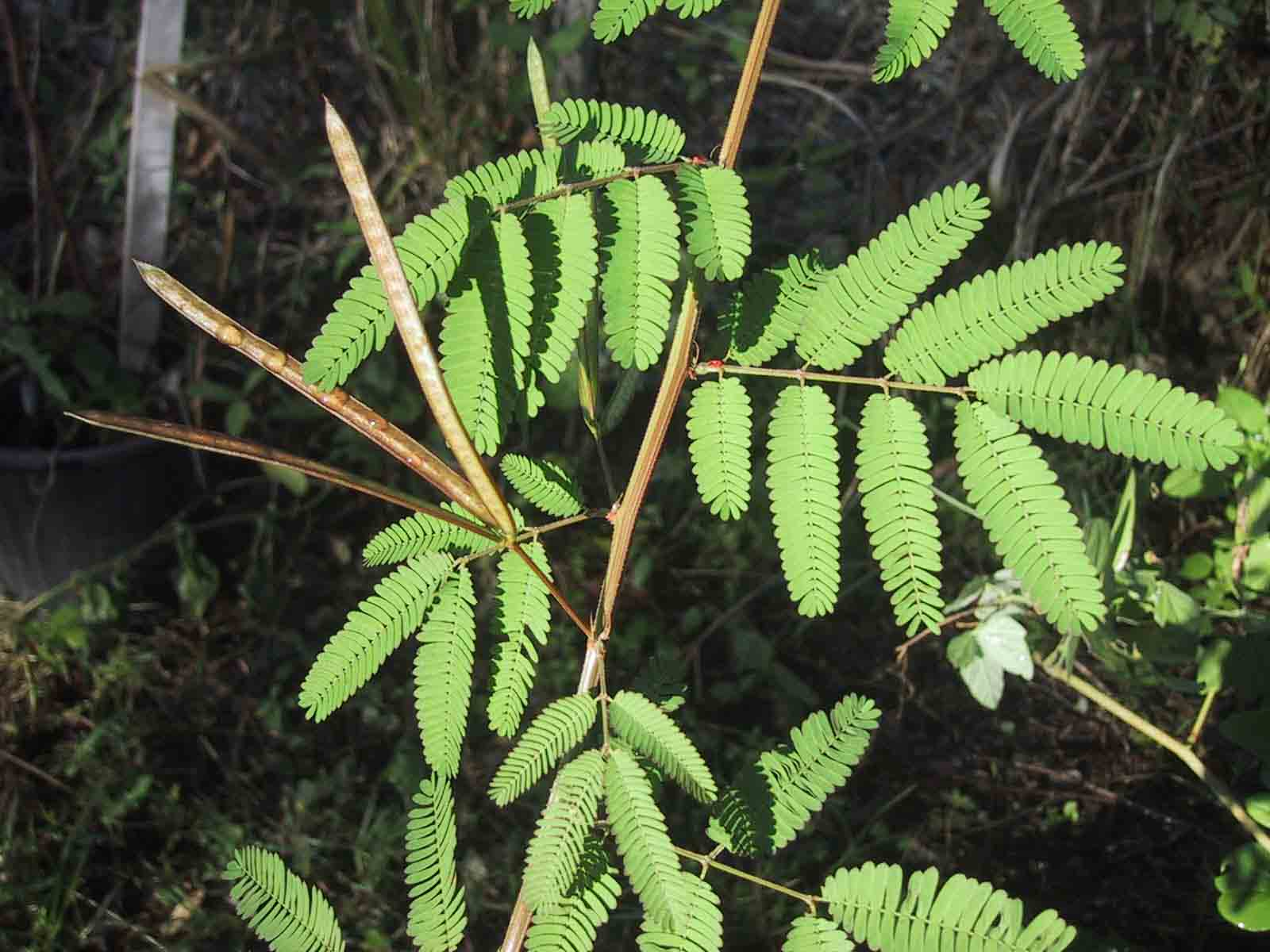
Desmanthus pernambucanus

Questo genere comprende specie con fusto legnoso o erbaceo, armato o sprovvisto di spine, con foglie alterne e fiori disposti in infiorescenze spiciformi.
I fiori sono poligami composti da un calice di 5 denti, una corolla di 5 petali o di 5 divisioni profonde e 10 stami.

## Distribuzione e habitat
Il genere è ampiamente diffuso nella fascia tropicale e subtropicale dell'America.

## Tassonomia
Il genere comprende le seguenti specie:
- Desmanthus acuminatus Benth.
- Desmanthus bicornutus S.Watson
- Desmanthus cooleyi (Eaton) Trel. ex Branner & Coville
- Desmanthus covillei (Britton & Rose) Wiggins
- Desmanthus fruticosus Rose
- Desmanthus glandulosus (B.L.Turner) Luckow
- Desmanthus hexapetalus (Micheli) J.F.Macbr.
- Desmanthus illinoensis (Michx.) MacMill. ex B.L.Rob. & Fernald
- Desmanthus interior (Britton & Rose) Bullock
- Desmanthus leptolobus Torr. & A.Gray
- Desmanthus leptophyllus Kunth
- Desmanthus obtusus S.Watson
- Desmanthus oligospermus Brandegee
- Desmanthus painteri (Britton & Rose) Standl.
- Desmanthus paspalaceus (Lindm.) Burkart
- Desmanthus pernambucanus (L.) Thell.
- Desmanthus pringlei (Britton & Rose) F.J.Herm.
- Desmanthus pubescens B.L.Turner
- Desmanthus pumilus (Schltdl.) J.F.Macbr.
- Desmanthus reticulatus Benth.
- Desmanthus tatuhyensis Hoehne
- Desmanthus velutinus Scheele
- Desmanthus virgatus (L.) Willd